# Anton von Doblhoff-Dier

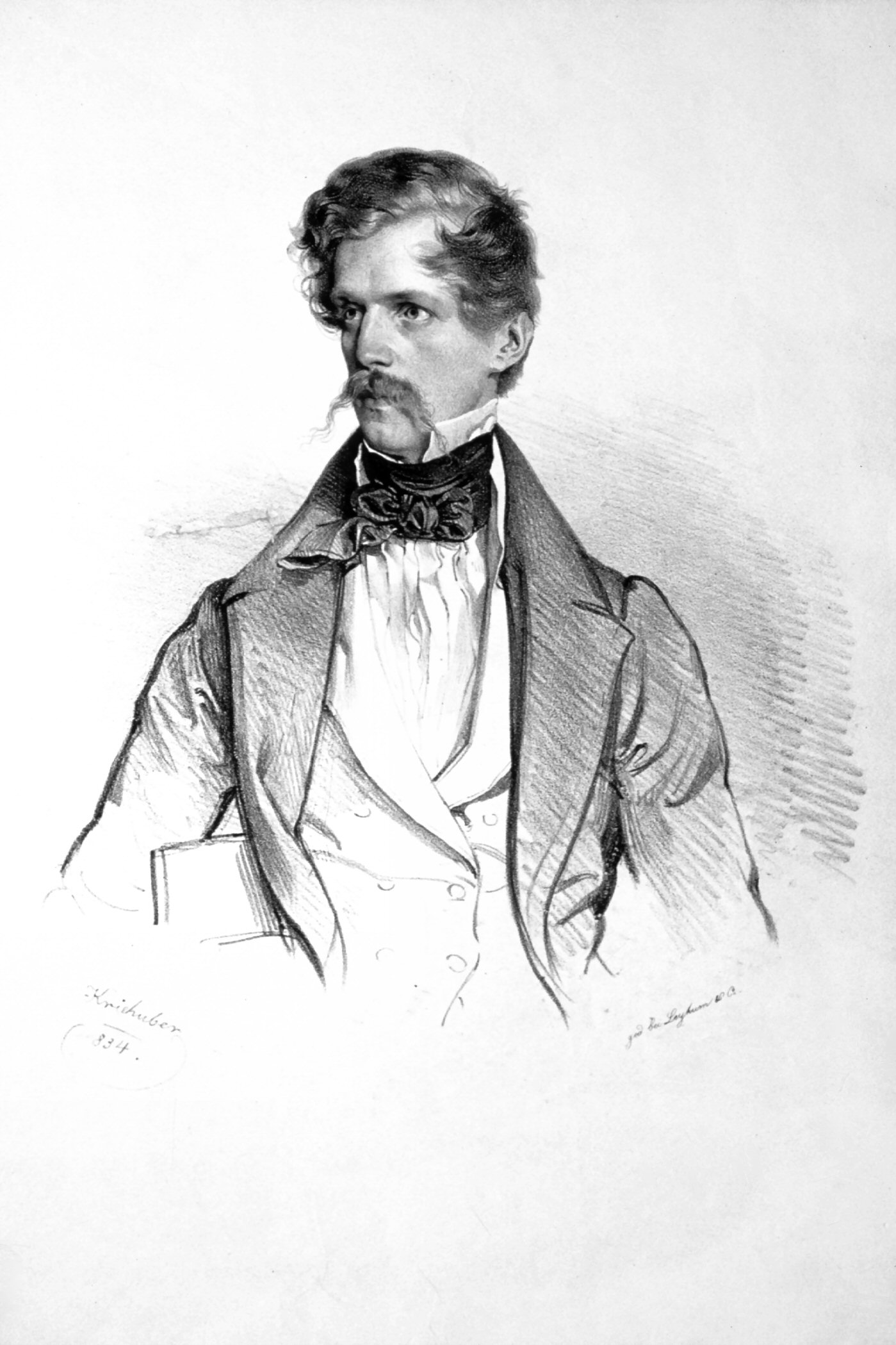
Anton Freiherr von Doblhoff-Dier; Lithographie von Josef Kriehuber (1834)

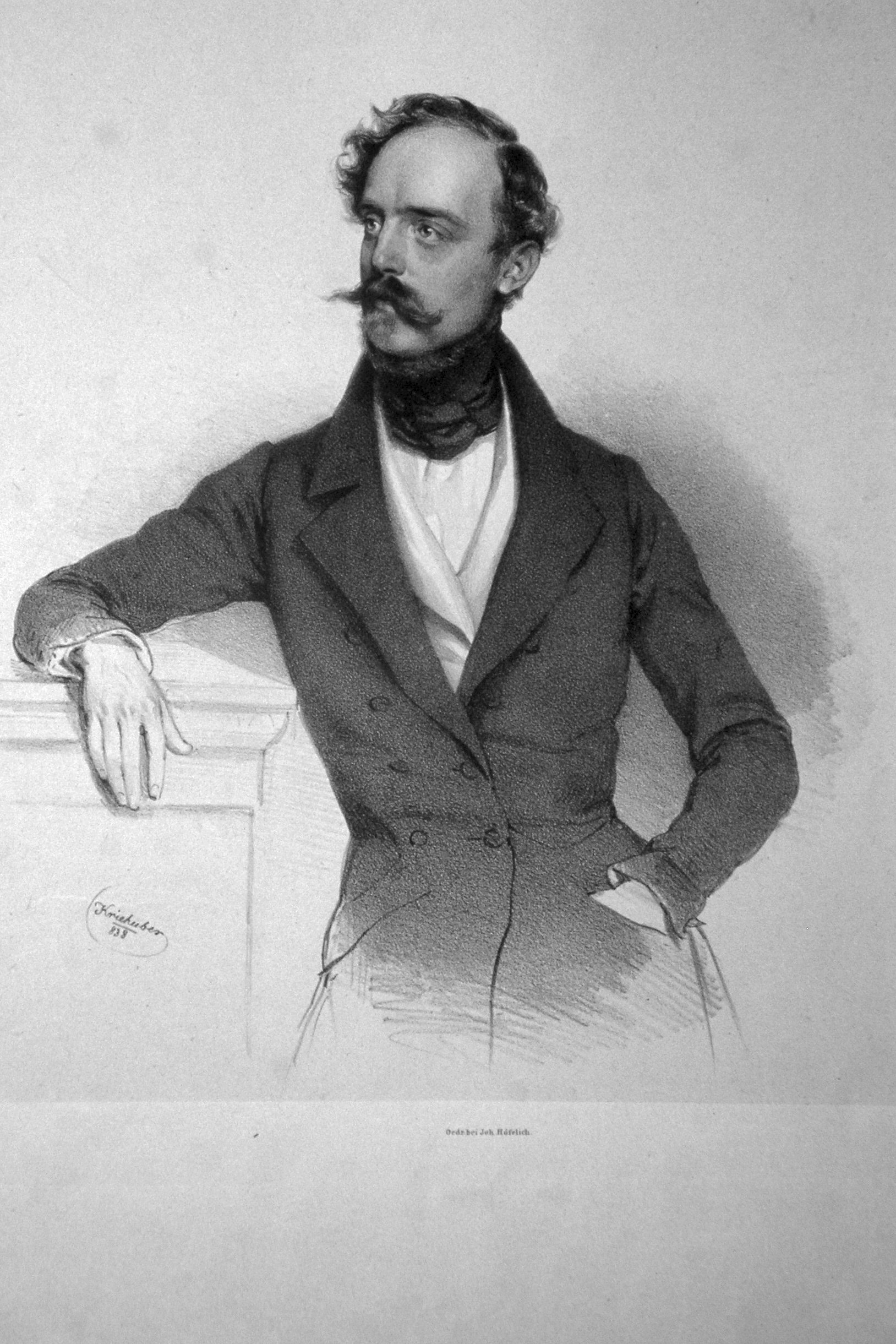
von Doblhoff-Dier; Lithographie von Kriehuber (1838)

Anton Freiherr von Doblhoff-Dier (* 10. November 1800 in Görz; † 16. April 1872 in Wien) war ein österreichischer Politiker.

## Herkunft
Seine Eltern waren der Hofrat Joseph von Doblhoff-Dier (1770–1831) und dessen Ehefrau Josepha von Buschmann (1773–1846), eine Tochter des kölnerschen Hofrat Freiherr Joseph von Buschmann (1742–1803). Joseph von Doblhoff-Dier war sein Bruder.

## Leben
Anton (II.) von Doblhoff-Dier war 1848 liberales Mitglied des Österreichischen Reichstages. Er wurde zum österreichischen Handelsminister im Kabinett Pillersdorf berufen. Nach dessen Auflösung übernahm er im Juli 1848 kurzfristig das Innen- und Unterrichtsministerium sowie den Posten des Ministerpräsidenten. Von 1849 bis 1858 war er österreichischer Gesandter in den Niederlanden. Anschließend widmete er sich der Landwirtschaft und verfasste landwirtschaftliche Schriften. Von 1861 bis 1867 war er Abgeordneter zum Landtag von Niederösterreich und zum Reichsrat, ab 1867 Mitglied des Herrenhauses.
1819 schloss er sich dem Burschenschaftlichen Kreis Wien an.
Im Jahr 1873 wurde in Wien Innere Stadt (1. Bezirk) hinter dem Parlament die Doblhoffgasse nach ihm benannt. Er ist auf dem Helenenfriedhof in Baden begraben.